# Marc Jost
Pour les articles homonymes, voir Jost.
Marc Jost, né le 6 février 1974 à Thoune (originaire de Wynigen), est une personnalité politique suisse, membre du Parti évangélique (PEV). 
Il est député du canton de Berne au Conseil national depuis fin 2022. 

## Biographie
Marc Jost naît le 6 février 1974 à Thoune, dans le canton de Berne. Il est originaire de Wynigen, dans l'arrondissement voisin de l'Emmental. Ses parents, tous deux enseignants, sont membres du mouvement piétiste bernois Evangelisches Gemeinschaftswerk (de). Il a une sœur aînée et un frère cadet. Leur père affirme son homosexualité auprès de sa famille à l'âge de 54 ans et vit ensuite en partenariat enregistré.
Il grandit à Spiez. Après avoir suivi l'école normale (Lehrerseminar) de Spiez et enseigné pendant trois ans au primaire, il fait des études de théologie au séminaire St. Chrischona.
Il séjourne pendant un an en Colombie en 2002, dans l'idée d'y travailler comme enseignant de théologie, puis devient à son retour en Suisse assistant personnel du conseiller national évangélique Heiner Studer pendant quatre ans et pasteur à Thoune. 
Il travaille de 2012 à 2022 comme cosecrétaire général de l'Alliance évangélique suisse,. Il y occupe ensuite le poste de responsable des relations avec le public. Il dirige par ailleurs Interaction, une fédération de 26 associations chrétiennes d'aide au développement, jusqu'en 2015, puis devient président de son comité.
Il a un grade de sous-officier à l'armée.
Marié et père de quatre enfants, il réside à Thoune.

## Parcours politique
Il siège au Grand Conseil du canton de Berne du 1er juin 2006 au 31 mai 2020 et le préside du 2 juin 2015 au 30 mai 2016. Il y est membre de la commission de justice de 2006 à 2012, de la commission de sécurité de 2016 à 2018 et préside en 2018 la commission des institutions politiques et des relations extérieures.
Il est candidat au gouvernement du canton de Berne en 2010 et 2014.
Il accède le 28 novembre 2022 au Conseil national, à la suite de la démission de Marianne Streiff. Il y siège au sein de la Commission des institutions politiques (CIP). Il est réélu en octobre 2023.

### Positionnement politique
Il se qualifie de conservateur social du centre. Au parlement cantonal, il intervient principalement sur les questions familiales et financières.
Il s'inscrit dans la ligne de son parti sur les questions sociétales (non à la libéralisation de l'avortement ou de l'euthanasie, non à l'extension des droits pour les couples de même sexe, — il soutient en soi le mariage civil, mais ni l'adoption ni l'accès à la procréation médicalement assistée —, non à la légalisation du cannabis, non à l'initiative anti-minarets), mais vote par exemple avec l'UDC sur la question du tir préventif du loup et avec la gauche sur l'augmentation des subsides pour les primes d'assurance-maladie.